# Thomas Augustinussen
Thomas Rønning Augustinussen (født 20. marts 1981) er en dansk træner og tidligere fodboldspiller, der har været assistenttræner og fodboldspiller for AaB.

## Karriere

### AaB
Thomas blev i 2000 permanent rykket op på førsteholdet. 
Han startede sin karriere som angriber og kom rimeligt fra start og fik scoret nogle mål. Derefter fulgte en måltørke, som endte med, at han blev sat på bænken. Han scorede skuffende 11 mål i tre og et halvt år som senior. Medierne kaldte ham "ikke den hurtigste knallert på havnen".
Han blev prøvet på midtbanen, hvor han hurtigt slog igennem. Augustinussen eller Augu, som han populært kaldes, er  allround-spiller, idet han kan spille i forsvaret, på midtbanen og i angrebet. AaB's tidligere træner Erik Hamrén har udtalt, at havde han bare 11 som Augustinussen, så var hans job meget lettere. 
I september 2000 belønnede AaB den 19 årige Thomas Augustinussen for godt spil med en kontraktforlængelse til 31. december 2005. 
Den 9. april 2003 scorede Thomas hattrick i en pokalkamp mod Næstved BK, som endte 4-1 til Aab.
I november 2005 forstuvede han sit knæ og i oktober 2006 fik han en knæskade, som holdt ham ude i længere tid. Han skulle også opereres. Efter samme skade sprang op igen, vendte Thomas tilbage i topform, og hjalp AaB med at blive danske mestre 2007-08 sæsonen. Først i 2008-09 sæsonen blev han udnævnt som anfører. 
De danske sportsjournalister valgte nordjydernes kaptajn som årets pokalfighter 2009.
Efter længere perioder med godt spil, skiftede den ellers loyale klubmand til Østrig.

### Red Bull Salzburg
I april 2009 blev det offentliggjort, at Thomas ville skifte til Red Bull Salzburg til sommer.
Han debuterede den 24. juli 2009, da han spillede anden halvleg af 3-0 sejren imod Metalur Zaporizhia i en træningskamp. Hans ligadebut for klubben var i 2-1 sejren over Austria Wien, hvor han spillede alle 90 minutter den 19. juli 2009.
I november blev Thomas smittet af svineinfluenza og var isoleret i 14 dage. I sommeren 2010 meddelte Augustinussen, at han var klar til at skifte hvis nogle skulle være interesseret, da han savnede mere spilletid. Thomas' gamle arbejdsgivere Aab meldte sig straks, men Salzburg-klubben ønskede ikke at slippe Thomas og overtalte ham til at blive.
Efter eget ønskede fik Thomas løsrevet sig fra sin kontrakt med Red Bull Salzburg den 27. januar 2011.

### Tilbagevenden til AaB
Blot tre dage efter Thomas var blevet fri af sin kontrakt med Red Bull Salzburg, skrev han kontrakt med AaB igen.
Thomas døjede med lår og ankelskader som holdt ham ud i lange perioder. Han spillede "kun" 14 kampe i 2010-11 sæsonen for AaB.
Den 1. august 2011 spillede Thomas sin kamp nr. 300 for AaB i sejren over FC Midtjylland.
I februar 2012 blev Thomas udnævnt til ny anfører i klubben for anden gang.

## Trænerkarriere
Den 17. marts 2016 blev det offentliggjort, at Augustinussen stoppede sin aktive karriere og i stedet blev assistenttræner for AaB's Superligaklub i en stab, der på dette tidspunkt bestod af cheftræner Lars Søndergaard og assistenttræner Jacob Friis. Dermed blev de hidtidige planer om en fremtid for Augustinussen i AaB's salgsafdeling skrinlagt.

## Titler
- AaB
  - Superligaen: 2007/08 og 2013/14
  - DBU Pokalen: 2014

- Red Bull Salzburg
  - Bundesliga (Østrig): 2009/10